# Kayden Kross
Kimberly Nicole Rathkamp (Califórnia, 15 de setembro de 1985) é uma modelo, atriz e atriz pornográfica americana.

## Biografia
Kayden Kross nasceu em Sacramento, na Califórnia, descendente de suecos. Sempre morou na mesma cidade e só recentemente mudou-se para San Diego, no mesmo estado. Está terminando seus estudos em psicologia.
Kayden participou da Comic Con 2010, a maior feira mundial de quadrinhos, games, TV e cinema que acontece todos os anos no Centro de Convenções de San Diego, na Califórnia (EUA). No evento, ela foi fantasiada de Super Mulher.
Ela afirma que seu desejo é ter sua própria fazenda de cavalos, pois poderia resgatar os animais e criar um lugar seguro para estes.

## Carreira
Kayden começou a trabalhar como stripper aos 18 anos, no clube noturno onde era garçonete. Trabalhou então como modelo, até se tornar actriz pornográfica, no final de 2006. Entre outras, já filmou para Vivid Entertainment e Adam & Eve. Em setembro de 2008 foi escolhida como Penthouse Pet.
Em 2007, Kayden Kross foi a Garota Vivid (Vivid Girl). Porém no ano seguinte, em 2008, fechou um contrato de exclusividade com a produtora Adam & Eve, onde em entrevista, afirmou ser o único lugar que ela gostaria de estar.
Em 2009, apareceu em dois episódios da série CSI, chamados de "A Space Oddity" e "Death and the Maiden", sendo uma de algumas das atrizes porno a participarem de séries ou filmes sem pornografia.
Kayden, ao lado de Kirsten Price, será apresentadora da 27º Premiação Anual AVN (27TH ANNUAL AVN AWARDS SHOW), que é considerado o prémio mais importante da indústria pornográfica mundial.

## Prêmios

### Recebidos
AVN Award
- 2011: Best All-Girl Group Sex Scene – Body Heat[8]
- 2011: (The Fan Awards) – Wildest Sex Scene – Body Heat[8]
- 2012: (The Fan Awards) – Hottest Sex Scene[9]

Hot d'or (França)
- 2009: Melhor Estrela Americana (Best American Starlet)

Outros
- 2008: Penthouse Pet (setembro).

XRCO
- 2011: Melhor atriz (nomeada)[10]
- 2011: Acting Performance of the Year, Female – Body Heat[11]

### Indicações
AVN Awards
- 2013 - Indicada para melhor atriz porno do ano.
- 2009 Indicada para "Melhor Cena Entre Duas Mulheres" (Best All-Girl Couples Sex Scene), junto com Bree Olson
- 2009 Indicada para "Melhor Cena Grupal de Mulheres" (Best All-Girl Group Sex Scene), junto com Bree Olson, Penny Flame e Aiden Starr.
- 2009 Indicada para "Melhor Cena Homem/Mulher" (Best Couples Sex Scene), junto com Erik Everhard.
- 2009 Indicada para "Performance Feminina do Ano" (Female Performer Of The Year).

F.A.M.E. Awards
- 2009 Indicada para "Melhor Corpo" (Hottest Body), finalista
- 2009 Indicada para "Atriz Favorita" (Favorite Female Starlet)
- 2009 Indicada para "Seios Favoritos" (Favorite Breasts)
- 2009 Indicada para "Bunda Favorita" (Favorite Ass)
- 2008 Finalista para "Melhor Corpo" (Hottest Body)
- 2008 Finalista para "Estrela Principiante Favorita" (Favorite Rookie Starlet)
- 2008 Indicada para "Seios Favoritos" (Favorite Breasts)
- 2008 Indicada para "Bunda Favorita" (Favorite Ass)

Rog Awards
- 2008 Indicada para "Melhor Atriz Principiante", categoria "público"
- 2008 Indicada para "Melhor Atriz Principiante", categoria "críticos"

XRCO Awards
- 2009 Indicada para "Melhor Química em Cena" (Best On-Screen Chemistry)

XBIZ Awards
- 2008 Indicada para "Melhor Atriz do Ano"
- 2012 XBIZ Award  – Female Performer of the Year[12]
- 2013 - XBIZ Awards - Indicada Female Performer of Year

CAVR Awards
- 2009 Indicada para "MVP" (Most Valuable Pussy)
- 2008 Indicada para "Melhor Atriz Principal" (Best Contract Star)

## Filmografia parcial
- Star 69: Outdoor Escapades
- The Girls Of Adam & Eve
- Double Krossed
- The Surrender of O
- Star 69. Threesomes
- Kayden Exposed
- Roller Dollz
- Screen Dreams
- Soloerotica #10
- Busting the Babysitter
- Kayden's Krossfire
- Bree's Slumber Party
- Scenes From a Cell
- Stalker
- Star 69. Strap.Ons
- Deeper #9
- The Adventures In Babysitting
- Star 69. All Girl
- Meet Kayden
- The 8th Day
- The Perfect Secretary 2. Training Day
- The Smiths
- Tyler's Wood
- Kayden's College Tails
- ConJob